# Katarsis
Katarsis je litevská alternativní rocková kapela založená ve Vilniusu, sestávající z Lukase Radzevičiuse, Alanase Brasase, Emiliji Kandratavičiūtė a Jokūbase Andriulise. S písní „Tavo akys“ skupina reprezentovala Litvu na Eurovision Song Contest 2025.

## Historie

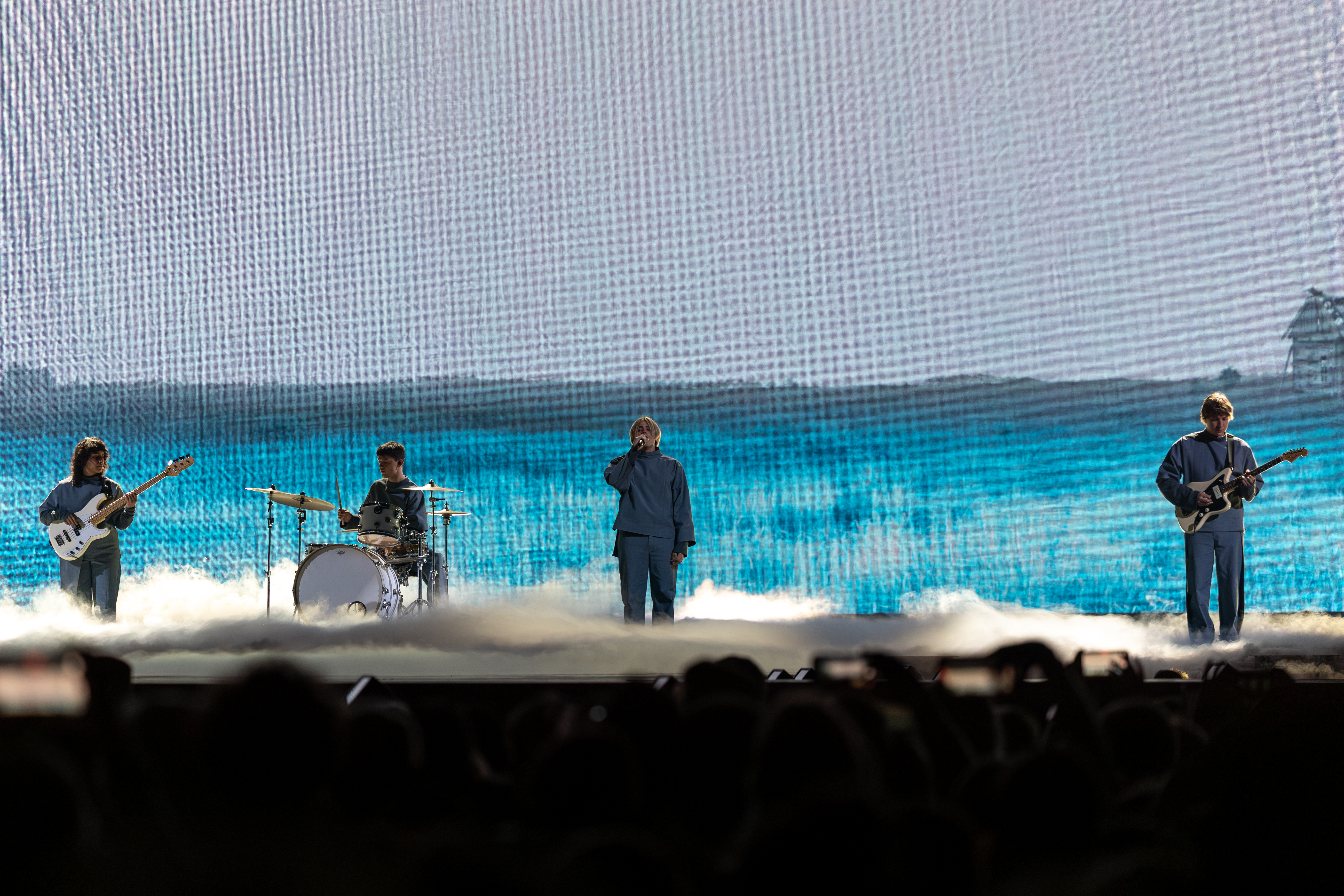
Katarsis na Eurovision Song Contest 2025

Skupina Katarsis vznikla jako sólový projekt Lukase Radzevičiuse. V roce 2019, ještě během školní docházky, začal Radzevičius komponovat a vydávat vlastní hudbu. Poté, co obdržel pozvání na koncertní vystoupení, si však uvědomil, že nebude schopen vystupovat živě sám, a proto sestavil kapelu, která převzala stejný název. Úspěch poprvé zaznamenali během léta 2021 s nostalgicky laděným letním singlem „Vasarą galvoj minoras“, který byl vydán v říjnu 2020.
V roce 2024 skupina vydala své debutové EP s názvem Dausos.
Dne 11. prosince 2024 bylo oznámeno, že Katarsis bude jedním ze 45 soutěžících v soutěži Eurovizija.LT, litevském národním výběru pro Eurovision Song Contest 2025, s písní „Tavo akys“. 1. února 2025 postoupili do semifinálové fáze a následně se o dva týdny později kvalifikovali do finále. V závěrečném kole se jejich píseň zařadila mezi tři nejlépe hodnocené skladby jak u poroty, tak u diváků, čímž postoupila do superfinále. V něm rozhodlo hlasování veřejnosti, které skupinu určilo jako vítěze a reprezentanta Litvy na soutěži v Basileji.
Poté, co skupina úspěšně postoupila ze druhého semifinále, získala ve finále Eurovize celkem 96 bodů – 64 od diváků a 32 od odborné poroty, a umístila se na celkovém 16. místě.

## Členové
Současní

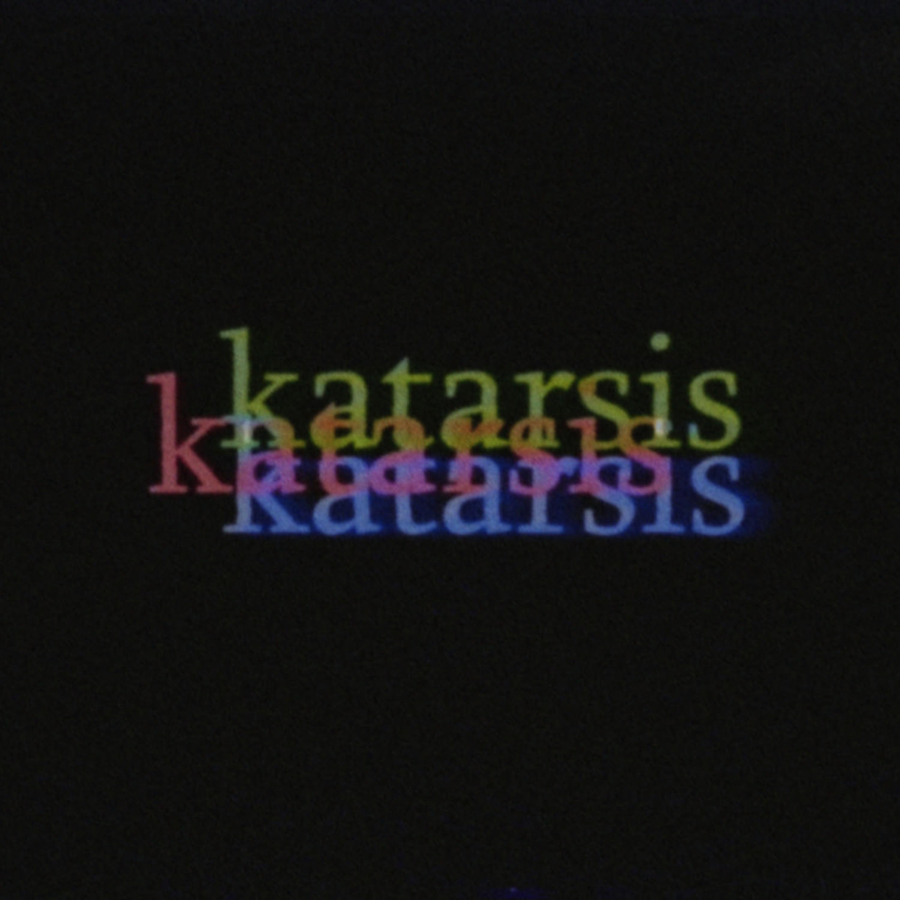
Přebal singlu „Vasarą galvoj minoras“ z roku 2020

- Lukas Radzevičius (* 24. listopadu 2002 v Klaipėdě) – zpěv, kytara
- Alanas Brasas (* 12. listopadu 2001 v Šiauliai) – hlavní kytara
- Emilija Kandratavičiūtė (* 26. srpna 2002 v Ariogale) – baskytara
- Jokūbas Andriulis (* 28. března 1999 v Kaunasu) – bicí

Bývalí
- Andrius Gruodis – kytara, zpěv
- Eivin Laukhammer – bubeník

## Diskografie

### EP
- 2024: Dausos

### Singly
- 2020: „Niekas“
- 2020: „Vasarą galvoj minoras“
- 2022: „Rasa“
- 2022: „Des“
- 2023: „Ėda“
- 2023: „Būsi“
- 2023: „Praradau tave“
- 2024: „Pamiršau žiūrėt į paukščius“
- 2024: „Dingo“
- 2025: „Tavo akys“
- 2025: „Kas man be jūros“
- 2025: „Išliesiu“ (feat. Jauti)